# Palazzo Borghese (montagne)
Pour l’article homonyme, voir Palais Borghèse.
Le Palazzo Borghese est une montagne qui s'élève à 2 119 m d'altitude dans les monts Sibyllins en Italie.